# Petr Vakoč
Petr Vakoč (Praga, 11 de julho de 1992) é um ciclista profissional checo. Estreiou com a equipa Deceuninck-Quick Step, ao que chegou depois de competir pelo filial Etixx-iHNed em 2013. Atualmente milita nas fileiras do conjunto Alpecin-Fenix.

## Biografia
Na temporada de 2013 teve resultados destacados como: a classificação gerais na Volta à Comunidade de Madri sub-23 e o Tour da Eslováquia.
Devido a isto, foi contratado pelo conjunto ProTeam belga Omega Pharma-QuickStep na temporada de 2014. Em seu primeiro ano na elite do ciclismo conseguiu uma vitória de etapa no Volta à Polónia, o que lhe permitiu se vestir com o camisola de líder durante quatro dias e ficar décimo no geral final. Finalizando a temporada participou em seus primeiros campeonatos mundiais que se celebraram em Ponferrada (Espanha), participou na contrarrelógio individual e na prova de fundo em estrada, em ambas concorrências terminou no posto 29.º. Na temporada de 2015 realizou sua primeira grande volta, exactamente no Giro d'Italia terminando na posição 116.ª.

## Palmarés
- 2013
  - Tour da Eslováquia
  - Volta à Comunidade de Madri sub-23, mais 1 etapa
  - 1 etapa do Tour da República Checa
  - Grande Prêmio Kralovehradeckeho kraje

- 2014
  - 2.º no Campeonato da República Checa Contrarrelógio 
  - 2.º no Campeonato da República Checa em Estrada 
  - 1 etapa do Volta à Polónia

- 2015
  - 3.º nos Jogos Europeus em Estrada 
  - 3.º no Campeonato da República Checa Contrarrelógio 
  - Campeonato da República Checa em Estrada  
  - Tour da República Checa
  - 1 etapa da Volta à Grã-Bretanha

- 2016
  - Classic Sud Ardèche
  - La Drôme Classic
  - Flecha Brabanzona
  - 3.º no Campeonato da República Checa Contrarrelógio

- 2017
  - 2.º no Campeonato da República Checa Contrarrelógio 
  - 3.º no Campeonato da República Checa em Estrada

- 2019
  - 3.º no Campeonato da República Checa Contrarrelógio 
  - 3.º no Campeonato da República Checa em Estrada

- 2020
  - 3.º no Campeonato da República Checa em Estrada

## Resultados em Grandes Voltas e Campeonatos do Mundo
| Corrida                | Corrida                | 2011 | 2012 | 2013 | 2014 | 2015  | 2016  | 2017 | 2018 | 2019 | 2020 | 2021  |
| ---------------------- | ---------------------- | ---- | ---- | ---- | ---- | ----- | ----- | ---- | ---- | ---- | ---- | ----- |
|                        | Giro d'Italia          | —    | —    | —    | —    | 116.º | —     | —    | —    | —    | —    | —     |
|                        | Tour de France         | —    | —    | —    | —    | —     | 118.º | —    | —    | —    | —    | 118.º |
|                        | Volta a Espanha        | —    | —    | —    | —    | —     | —     | —    | —    | —    | —    | —     |
| Mundial em Estrada     | Mundial em Estrada     | —    | —    | —    | 29.º | Ab.   | —     | Ab.  | —    | 46.º | —    | 32.º  |
| Mundial Contrarrelógio | Mundial Contrarrelógio | —    | —    | —    | 29.º | 53.º  | —     | —    | —    | —    | —    | —     |

—: não participa

Ab.: abandono

## Equipas
- ASC Dukla Praha (2011)
- Etixx-iHNed (2013)
- Quick Step (2014-2019)
  - Omega Pharma-Quick Step (2014)
  - Etixx-Quick Step (2015-2016)
  - Quick-Step Floors (2017-2018)
  - Deceuninck-Quick Step (2019)
- Alpecin-Fenix[2] (2020-)